# 史跡 佐渡金山
史跡 佐渡金山（しせき さどきんざん）は、新潟県佐渡市下相川1305にある体験型観光施設。
佐渡金山（佐渡金銀山）の主要鉱山である相川金銀山の一部を観光用に公開した施設である。運営は三菱マテリアルの連結子会社である株式会社ゴールデン佐渡。なお、ゴールデン佐渡は秋田県鹿角市の史跡 尾去沢鉱山（旧・マインランド尾去沢）も運営している。2024年（令和6年）時点の年間の来園者数は約14万人。

## 歴史

### 佐渡金山の歴史
江戸時代の佐渡金山は江戸幕府の直轄鉱山であり、1869年（明治2年）に明治政府が管理する官営佐渡鉱山となると、1896年（明治29年）には三菱合資会社に払い下げられた。1918年（大正7年）には三菱合資会社の炭鉱・鉱山部門が三菱鉱業株式会社（後の三菱金属鉱業、現・三菱マテリアル）として独立した。

### 観光坑道の開設
1962年（昭和37年）には宗太夫坑が三菱金属鉱業によって観光坑道となった。1970年（昭和45年）4月、観光坑道を運営する会社として株式会社ゴールデン佐渡が設立された。1973年（昭和48年）、佐渡鉱山が三菱金属鉱業から独立して佐渡金山株式会社が設立された。
1989年（平成元年）には佐渡金山株式会社が操業を中止し（佐渡金山の閉山）、株式会社ゴールデン佐渡に吸収合併された。2006年（平成18年）、秋田県鹿角市の尾去沢鉱山跡地の観光施設であるマインランド尾去沢（現・史跡 尾去沢鉱山）をゴールデン佐渡が吸収合併した。2008年（平成20年）には道遊坑の一般公開を開始した。
2015年（平成27年）6月には坑道散策コースの見直しを行った。2021年（令和3年）には従来の坑道散策コースに加えて、新たなアトラクションとしてISLAND MIRRORGEコースを新設した。2024年（令和6年）には佐渡金山が「佐渡島の金山」として世界文化遺産に登録された。

## 観光コース
主要なコース
- 佐渡金山コース - 江戸時代の手掘り坑道である宗太夫坑、明治時代以降の機械掘坑道である道遊坑の2つの坑道を巡る散策コース[3]。宗太夫坑には採掘風景を再現した約70体の人形が設置されており、『ゴジラ』『ガメラ』などの特撮映画監督である樋口真嗣が人形の製作に関与した[6]。道遊脈に沿って掘られたV字型の採掘跡である道遊の割戸も見学することができる[3]。売店2階には佐渡金山展示資料館がある。

その他のコース
- ISLAND MIRRORGEコース - MRグラスを着用して坑道を歩くウォークスルー型アトラクション[7]。要予約。
- 山師ツアー - 正保4年（1647年）に掘られた大切山坑をガイドと一緒に歩く散策コース[8]。要予約。
- 金箔貼り体験 - 要予約。

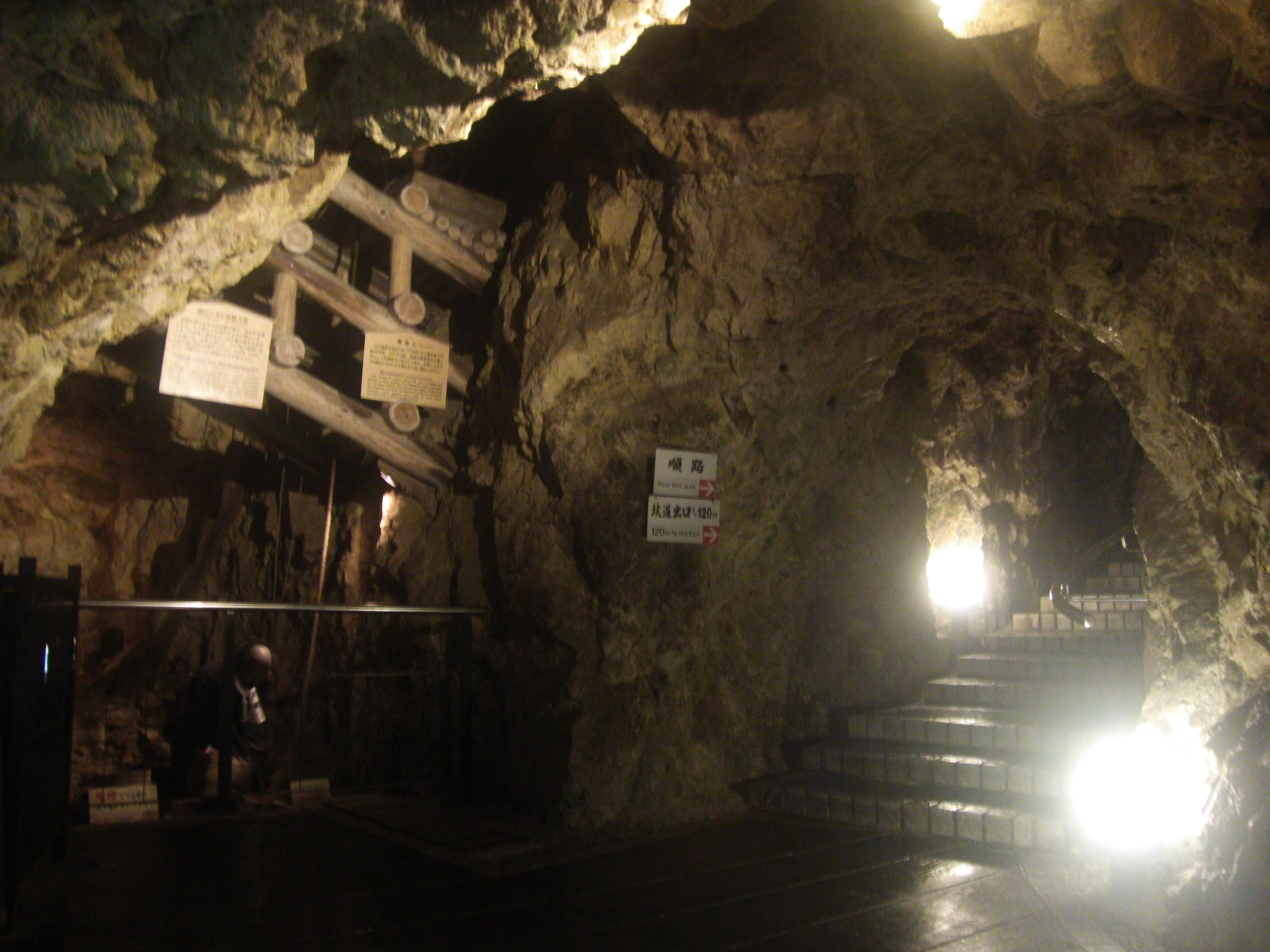
宗太夫坑
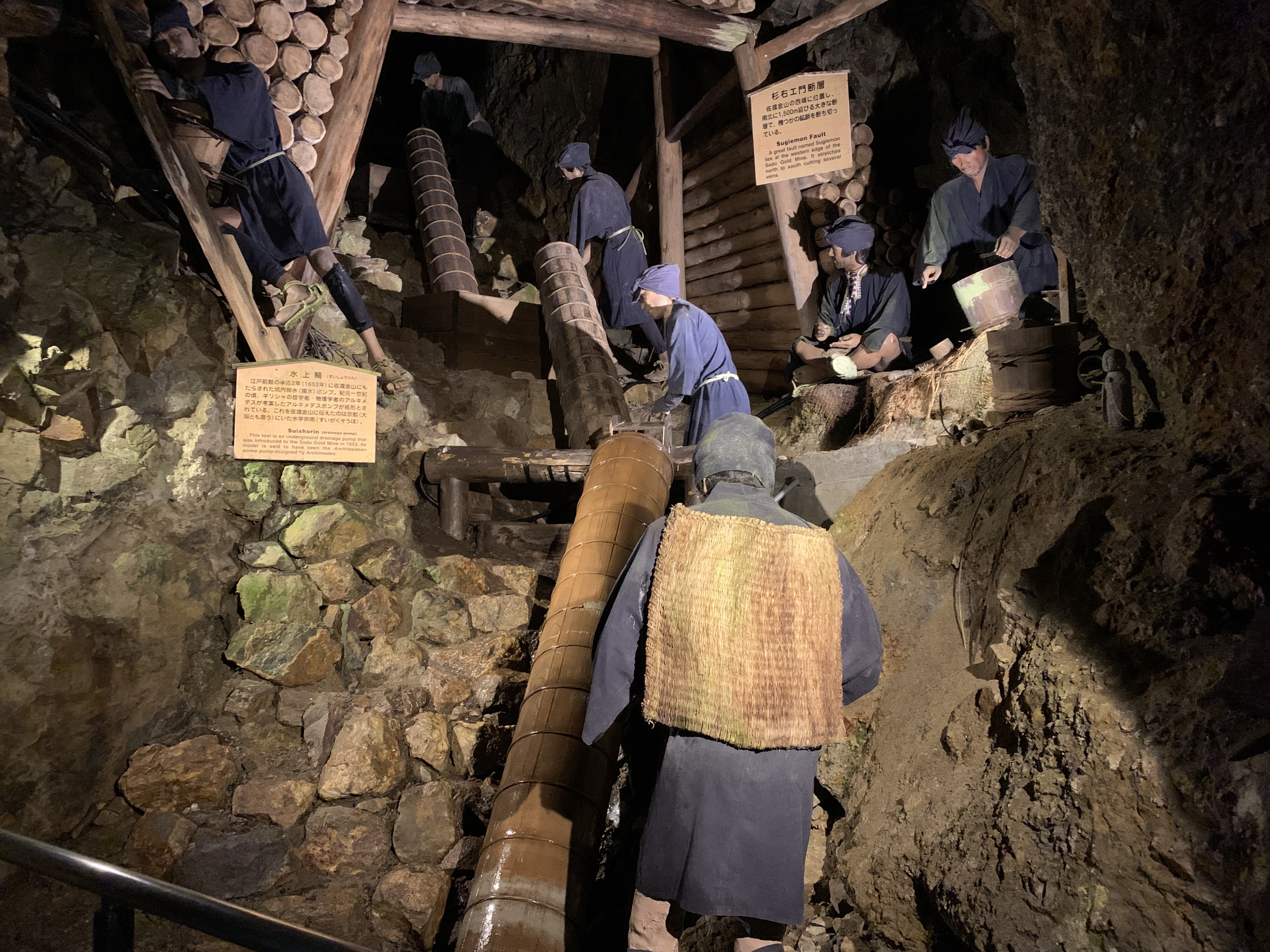
宗太夫坑の人形
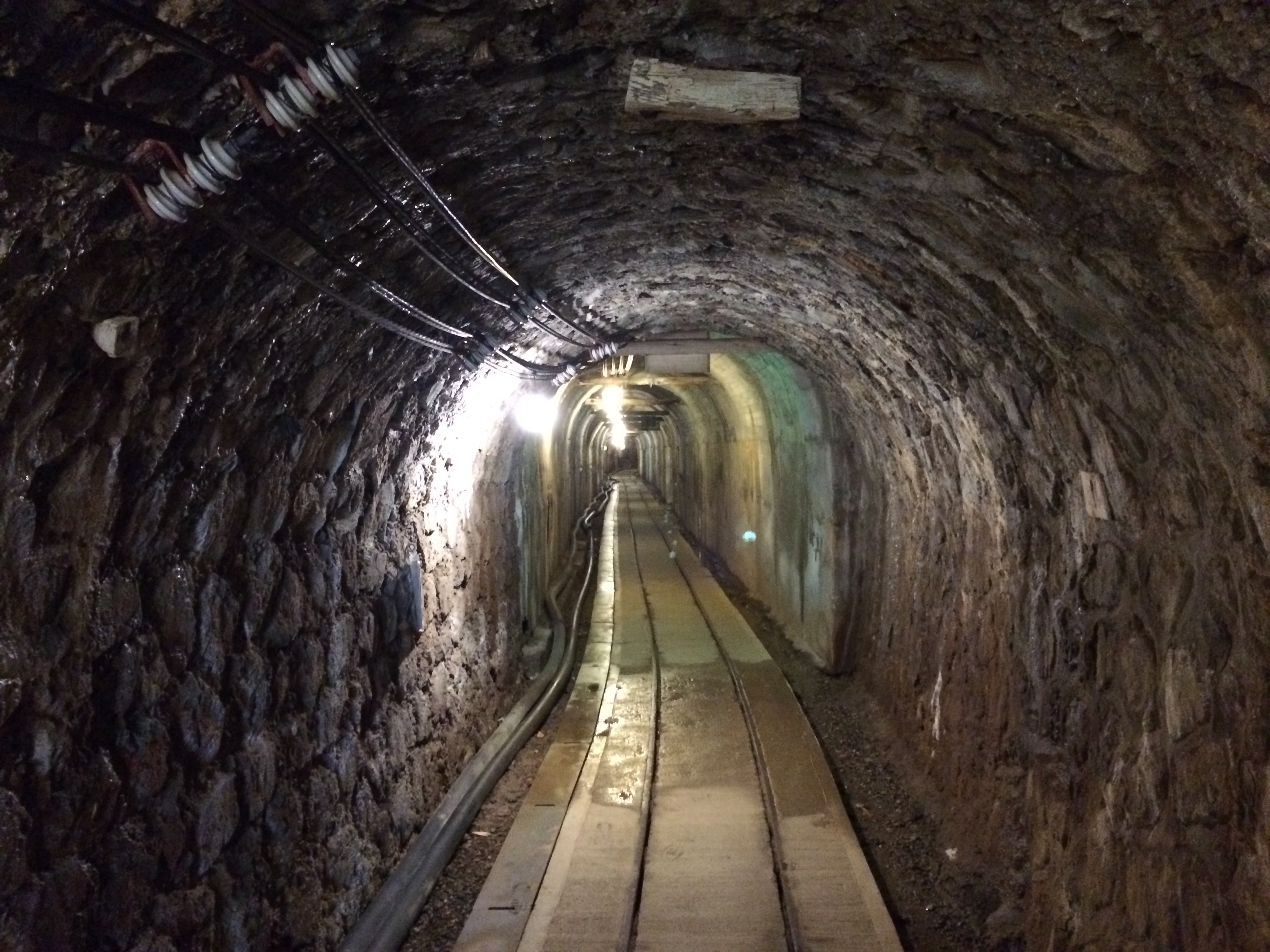
道遊坑
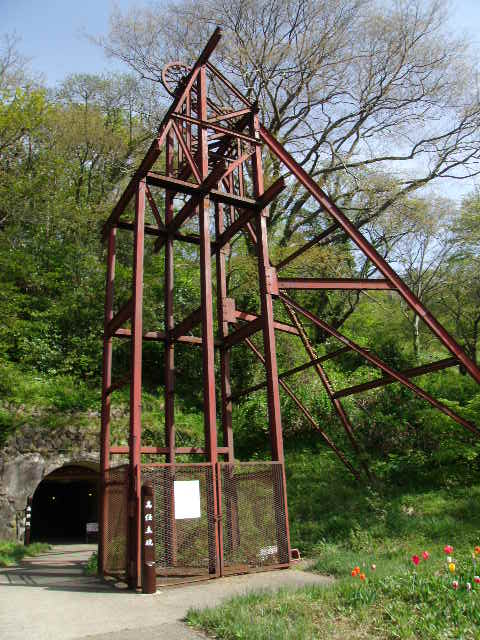
高任立坑
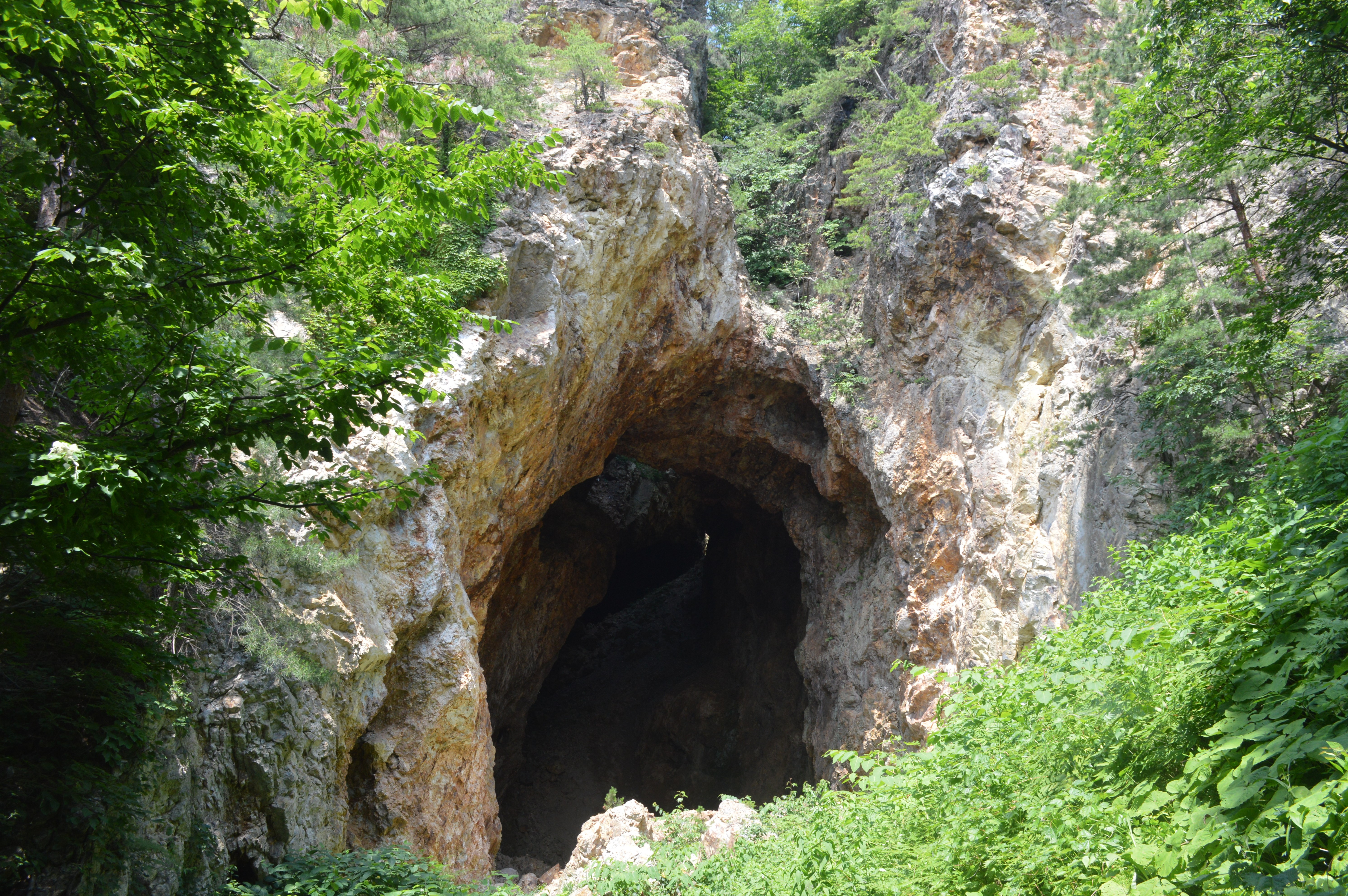
道遊の割戸（近景）
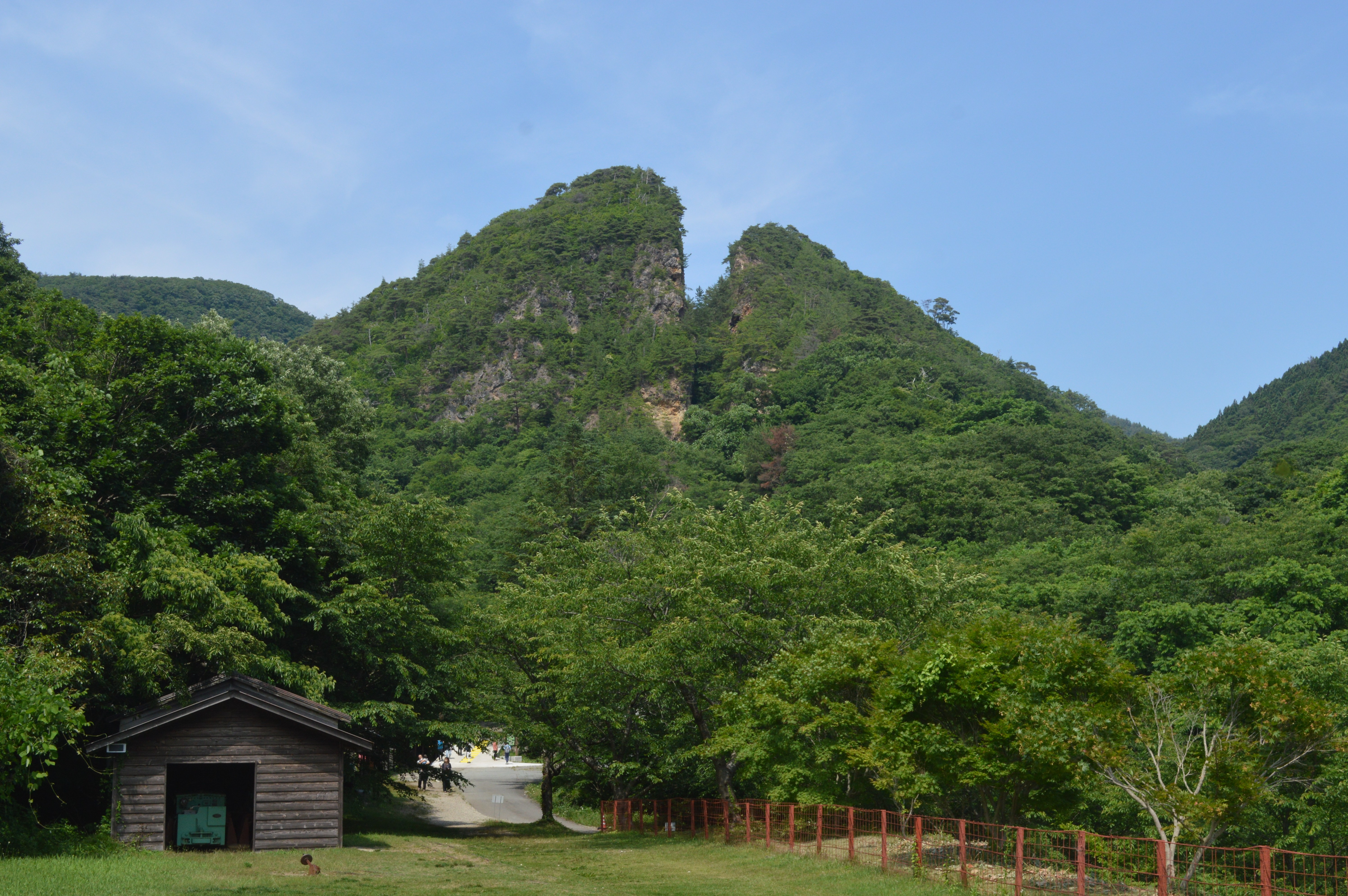
道遊の割戸（遠景）
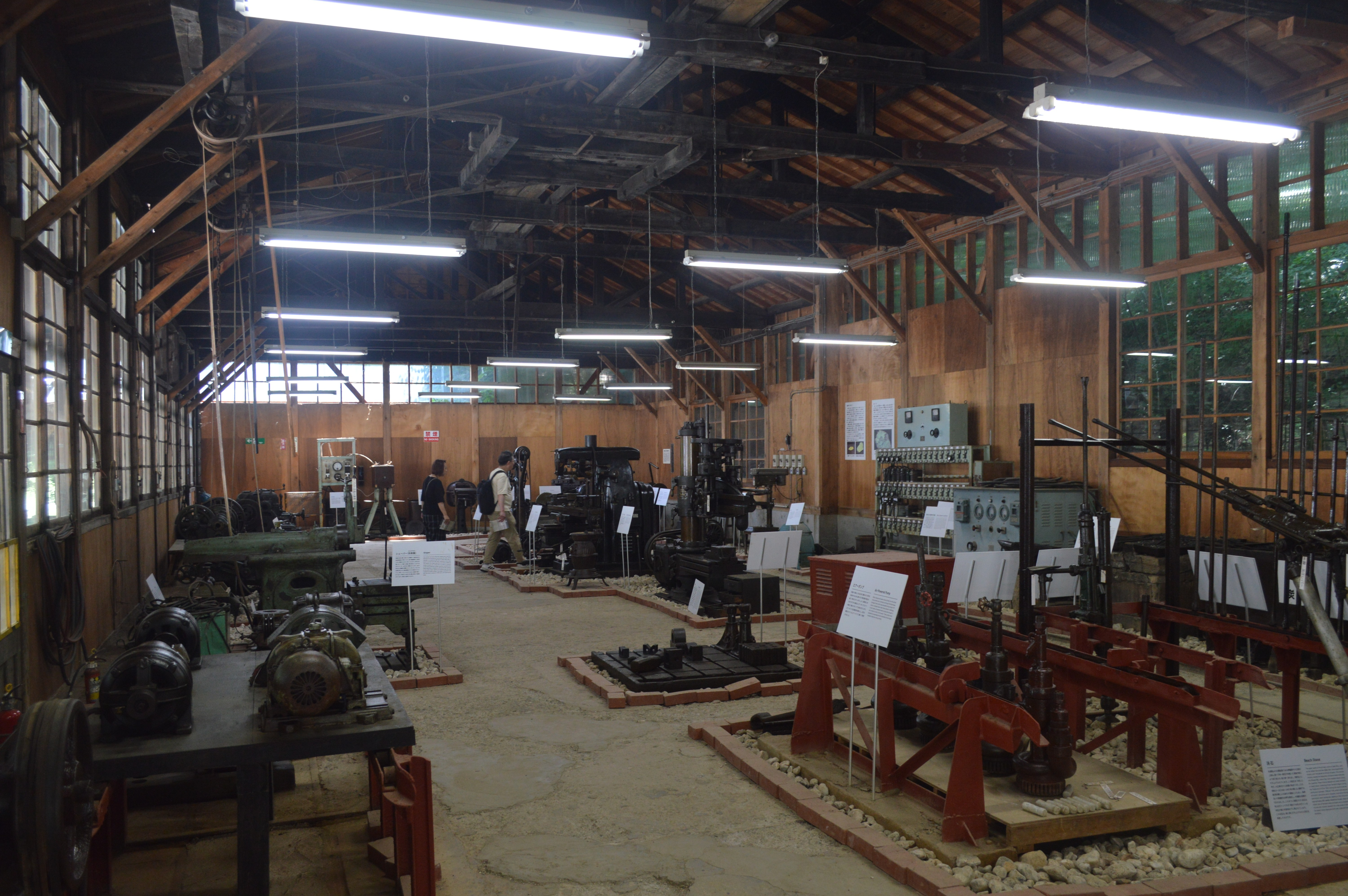
機械工場

## 利用案内
- 年中無休
- 入場料（佐渡金山コース）
  - 大人1500円
  - 小学生750円
- 営業時間
  - 4月から10月は「8時から17時30分」
  - 11月から翌年3月は「8時30分から17時」
- 交通アクセス
  - 両津港から車で約60分
  - 両津港から新潟交通バスで約70分